# Vaginale dilatator

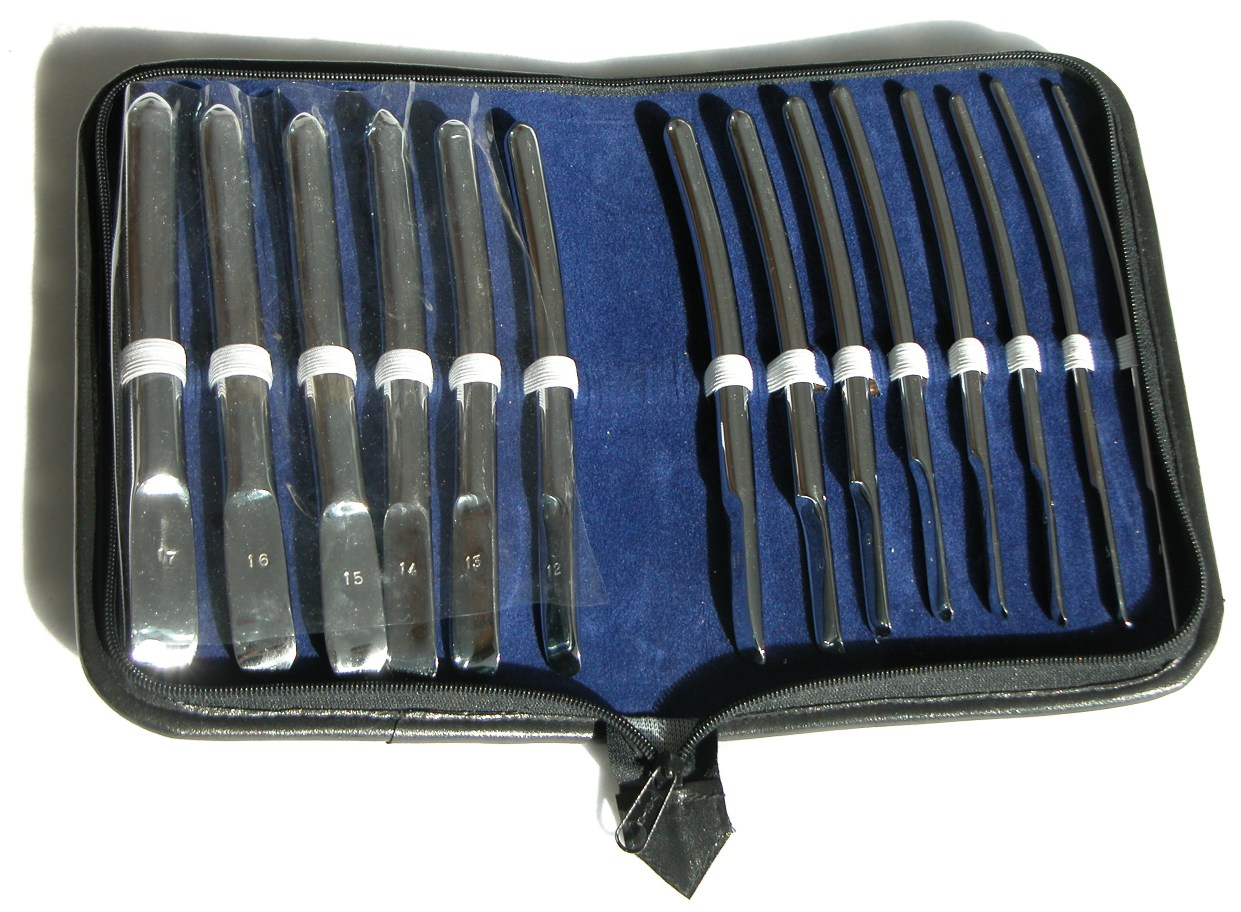
Een set metalen (hegar-)dilatatoren, van 4-17 mm diameter.

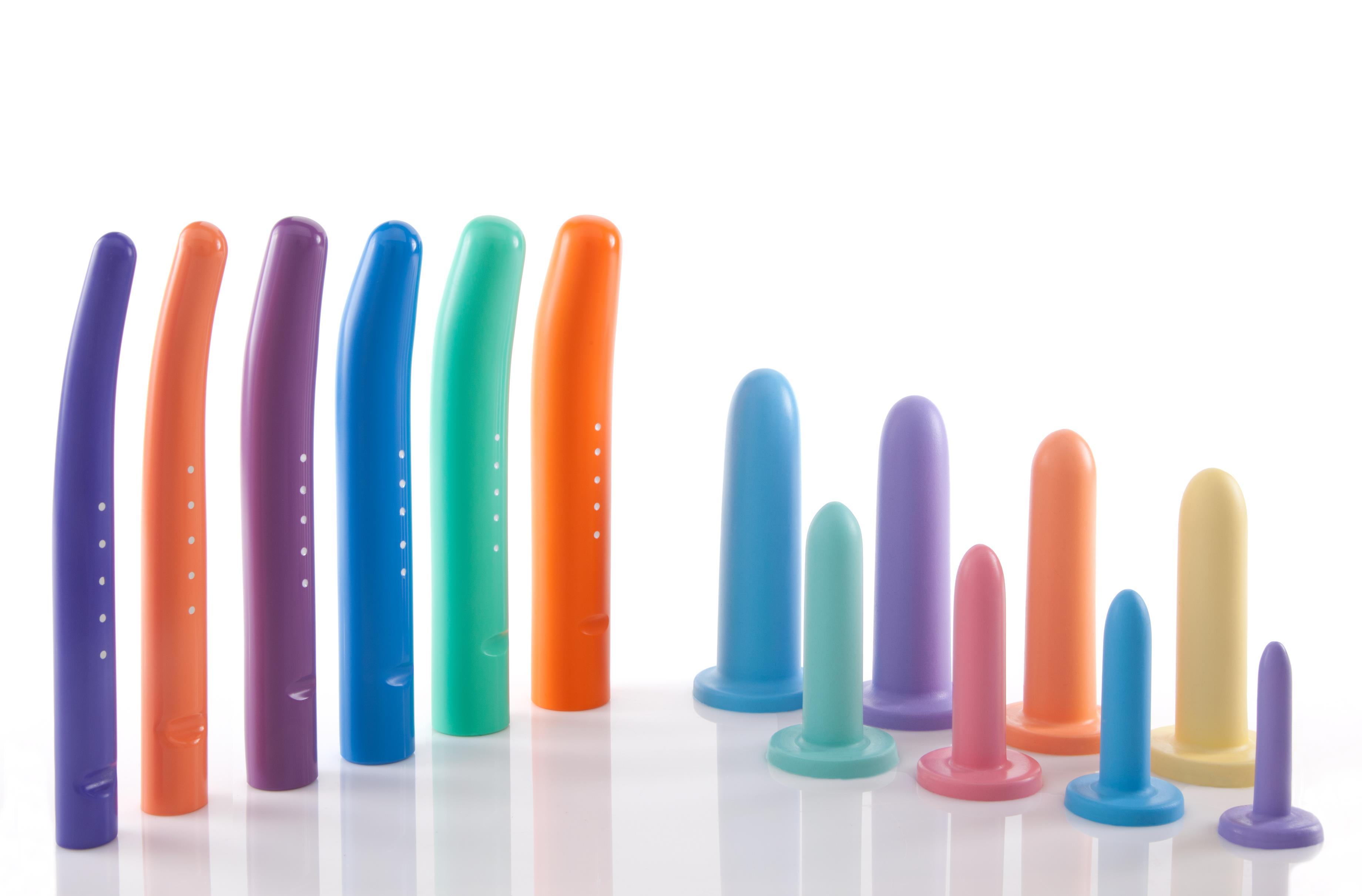
Plastic en siliconen-exemplaren.

Een vaginale dilatator is een hulpmiddel dat kan worden gebruikt om de bekkenbodemspieren en vagina te helpen herstellen of uitzetten. Dilatators kunnen vrouwen helpen om vaginale penetratie te beginnen of hervatten voor seksuele activiteiten, het inbrengen van tampons of ter voorbereiding op een gynaecologisch onderzoek. Meestal bestaan ze uit een set van verschillende groottes.

## Typen dilatators
Dilatators zijn in veel verschillende maten te verkrijgen, maar meestal zijn ze ongeveer 10 tot 15 centimeter lang en variëren ze in de breedte. Vaginale dilatators zijn cilindervormig met een afgeronde top. Vaak zijn ze gemaakt van plastic of siliconen. Dilatators die zijn gemaakt van plastic zijn steviger en laten de spieren van de vagina meer rekken en bewegen dan dilatators die van siliconen zijn gemaakt. Vaginale dilatators die van siliconen zijn gemaakt zijn op hun beurt flexibeler in gebruik. Ze voelen zachter en flexibeler aan, kunnen gekoeld en verwarmd worden en zijn al met al wat milder dan de plastic varianten. Het effect op de vaginale spieren is daardoor ook minder dan plastic dilatators. Sommige vaginale dilatators worden uitgevoerd met een flens of met een handvat dat voor een betere grip zorgt. Er zijn dilatatorsets met- en zonder vibratiefunctie verkrijgbaar.

## Toepassing
Vaginale dilatators worden vaak gebruikt om de vagina opening wijder en/of dieper te maken. Dit kan bijvoorbeeld noodzakelijk zijn bij vrouwen die een stralingstherapie hebben ondergaan, last hebben van vaginisme of van het syndroom van Mayer-Rokitansky-Küster. Tijdens de menopauze wanneer de vagina nauwer wordt door een laag oestrogeengehalte, worden vaginale dilatators ook dikwijls gebruikt om de vagina weer wijder te maken. Ook voor transgenders die een geslachtsveranderende operatie hebben ondergaan van man naar vrouw kan een dilatator nodig zijn om nieuwe vergroeiingen te voorkomen. Het doel van een dilatator is, in tegenstelling tot een vibrator, niet direct bedoeld om voor seksueel genot te zorgen. Het doel is primair om de vagina soepel en gezond te houden, om verklevingen te voorkomen en om pijn bij seks te voorkomen.

## Gebruik
Gebruik van een dilatator kan onder supervisie van een arts, seksuoloog of bekkenfysiotherapeut plaatsvinden, maar een vaginale dilatator kan ook zonder supervisie gebruikt worden. Vaak wordt gestart met het gebruik van de kleinste dilatator uit een set. Doorgaans wordt er een glijmiddel gebruikt voor een soepelere inbreng.
Na het inbrengen wordt de dilatator voor een periode ingebracht en vastgehouden. Hierna volgt al dan niet het inbrengen van een dikker exemplaar. Op deze manier kan het weefsel in de vagina versoepeld worden en kan de vagina dieper en wijder worden. Het inbrengen van de dilatator kan gecombineerd worden met ademhalingsoefeningen om het bekken en de omliggende spieren te ontspannen.
Hoe lang een dilatator gebruikt moet worden om een beoogd resultaat te behalen verschilt per situatie. Zo kan een gewenst resultaat soms al binnen enkele weken zijn geboekt, maar zijn er ook situaties waarbij het gebruik van een dilatator tot een jaar of langer nodig is om het gewenste resultaat te bereiken.